# Anuropus antarcticus
Anuropus antarcticus là một loài chân đều trong họ Anuropidae. Loài này được Hale miêu tả khoa học năm 1982.